# Matthias Rex
Matthias René Rex Dorgelo (født 31. oktober 2002 i Odense) er en dansk-hollandsk håndboldspiller, der spiller for SønderjyskE Håndbold og det hollandske landshold. Han kunne også have spillet for det danske landshold og spillede for det danske U21 landshold.
Han startede karrieren i GOG, hvor han skrev kontrakt som 19-årig. Her var han andenmålmand under svenske Tobias Thulin, og han vandt både det danske mesterskab og pokalturnering med klubben. I 2024 skiftede han til SønderjyskE Håndbold, hvor han kunne være førstemålmanden.
I 2025 deltog han i VM i Danmark/Norge/Kroatien for Holland.

## Privat
Mathias Rex er vokset op i Norge, hvor han boede i 17 år, inden han flyttede tilbage til Danmark for at forfølge håndboldkarrieren.